# Carretera C-14
La carretera autonómica de Cataluña C-14 une las ciudades de Salou (Tarragona) con Adrall (Lérida). Desde Adrall se une con la carretera nacional N-260 (Eje del Pirineo) hasta Seo de Urgel. Desde allí se puede coger la N-145 hasta la frontera con Andorra por La Farga de Moles.

## Tramo Salou-Reus
La C-14 parte de Salou como una carretera con dos carriles para cada sentido, pero con rotondas. Cruza la A-7 y la AP-7 y llega a Reus, donde enlaza con la T-11. 

### Autovía de Salou-Reus
| Denominación | Tramo                                                 | km  | Año servicio |
| ------------ | ----------------------------------------------------- | --- | ------------ |
| C-14         | Salou C-31B - Enlace Cuatro Carreteras (Vilaseca) A-7 | 1,5 | 1972         |
| C-14         | Enlace Cuatro Carreteras (Vilaseca) A-7 - Reus T-11   | 3,1 | 1986         |

## Tramo Reus-Alcover
Sale de la T-11 (Variante de Reus), hace la circunvalación de esta ciudad y se prolonga como autovía hasta Alcover.
| Número de salida | Nombre de salida                                                   | Carretera que enlaza |
| ---------------- | ------------------------------------------------------------------ | -------------------- |
|                  | Aeroport Reus (sur) TecnoFira                                      | N-420                |
|                  | Constantí Reus (este)                                              | TV-7211              |
|                  | Morell Reus (norte)                                                | TP-7225              |
|                  | Reus                                                               | C-14z                |
|                  | La Selva del Campo (centro) Alforja Vilallonga del Campo Constantí | C-422 TP-7013        |
|                  | Albiol La Selva del Campo (polígono industrial)                    | C-14z                |
|                  |                                                                    | TV-7222              |

## Tramo Alcover-Montblanch y enlace con la N-240
Tras pasar de autovía a carretera, pasa por La Riba y enlaza con la N-240 para circunvalar Montblanch. Tras desdoblarse, pasa la AP-2 y se dirige hacia Tárrega.

## Tramo Montblanch-Adrall
Pasa por Tárrega, cruza la A-2 y pasa por Agramunt, Artesa de Segre y Ponts. Luego entra en el Pirineo por la comarca del Alto Urgel y enlaza con la N-260.